# Hagenbuch
Hagenbuch is een gemeente en plaats in het Zwitserse kanton Zürich, en maakt deel uit van het district Winterthur.
Hagenbuch telt 1098 inwoners.